# Altrincham Football Club
L'Altrincham Football Club è una società calcistica con sede ad Altrincham, in Inghilterra. Milita nella National League, la quinta divisione inglese.

## Storia
Gioca le partite casalinghe al Moss Lane e attualmente milita in National League, la quinta divisione del campionato di calcio inglese.
Dalla nascita della National League, ha giocato per 23 stagioni in questo campionato (che dalla sua nascita è il più alto livello calcistico inglese al di fuori della Football League, ovvero di fatto anche il massimo livello raggiungibile da club non professionistici): dal 1979 al 1997, nel 1999-2000 e dal 2004 in poi. Nelle stagioni 1979-1980 e 1980-1981 ha vinto inoltre tale campionato, ma in nessuna delle due occasioni il club è poi stato eletto nella Football League (all'epoca, e più in generale fino al 1987, non esisteva infatti ancora nel calcio inglese un meccanismo automatico di promozioni e retrocessioni da e per la Football League); in seguito ha anche conquistato due terzi posti in questa categoria, nel campionato 1983-1984 e nel campionato 1990-1991. Nel corso della sua storia il club ha inoltre giocato tre finali di FA Trophy, tutte in questi stessi anni: in particolare ha vinto le edizioni 1977-1978 e 1985-1986 ed è stato finalista perdente nell'edizione 1981-1982 (nelle stagioni 1976-1977, 1984-1985 e 2022-2023 ha invece raggiunto le semifinali del torneo).

## Rosa attuale
| N. |                             | Ruolo | Calciatore      |
| -- | --------------------------- | ----- | --------------- |
| 1  | Inghilterra (bandiera)      | P     | Stuart Coburn   |
| 2  | Inghilterra (bandiera)      | D     | Shaun Densmore  |
| 3  | Inghilterra (bandiera)      | D     | Adam Griffin    |
| 4  | Inghilterra (bandiera)      | C     | Jake Moult      |
| 5  | Inghilterra (bandiera)      | D     | Gianluca Havern |
| 6  | Inghilterra (bandiera)      | D     | Scott Leather   |
| 7  | Irlanda del Nord (bandiera) | A     | James Lawrie    |
| 8  | Inghilterra (bandiera)      | C     | Simon Richman   |
| 9  | Inghilterra (bandiera)      | A     | Michael Rankine |
| 10 | Inghilterra (bandiera)      | A     | Damian Reeves   |
| 11 | Inghilterra (bandiera)      | C     | Nicky Clee      |
| 12 | Inghilterra (bandiera)      | D     | Sam Heathcote   |

| N. |                        | Ruolo | Calciatore      |
| -- | ---------------------- | ----- | --------------- |
| 14 | Irlanda (bandiera)     | C     | Josh O'Keefe    |
| 15 | Inghilterra (bandiera) | C     | Greg Wilkinson  |
| 16 | Inghilterra (bandiera) | D     | Tom Marshall    |
| 17 | Inghilterra (bandiera) | P     | Tim Deasy       |
| 18 | Inghilterra (bandiera) | A     | George Bowerman |
| 19 | Inghilterra (bandiera) | C     | Ryan Crowther   |
| 20 | Inghilterra (bandiera) | C     | Jordan Sinnott  |
| 21 | Inghilterra (bandiera) | A     | Joel Swift      |
| 23 | Inghilterra (bandiera) | P     | Callum Williams |
| 24 | Inghilterra (bandiera) | C     | Rhain Davis     |
| 28 | Inghilterra (bandiera) | D     | Marcus Holness  |

## Palmarès

### Competizioni nazionali
- Football Conference: 2

1979-1980, 1980-1981
- FA Trophy: 2

1977-1978, 1985-1986
- Northern Premier League: 2

1998-1999, 2017-2018
- Conference League Cup: 1

1980-1981

### Altri piazzamenti
- National League North:

Terzo posto: 2013-2014
Vincitore play-off: 2004-2005, 2019-2020
- Northern Premier League:

Secondo posto: 1978-1979
Terzo posto: 1973-1974, 1974-1975
Promozione: 2003-2004
- National League Cup:

Finalista: 1979-1980
Semifinalista: 2024-2025